# Pilastri Acritani
Les Pilastri Acritani ou « Piliers dits de Saint-Jean d'Acre » sont deux piliers sculptés placés sur la place Saint-Marc de Venise, devant le portail de la façade sud de la basilique. Il s'agit de spolia provenant de l'église Saint-Polyeucte construite entre 524 et 527 à Constantinople par Anicia Juliana.

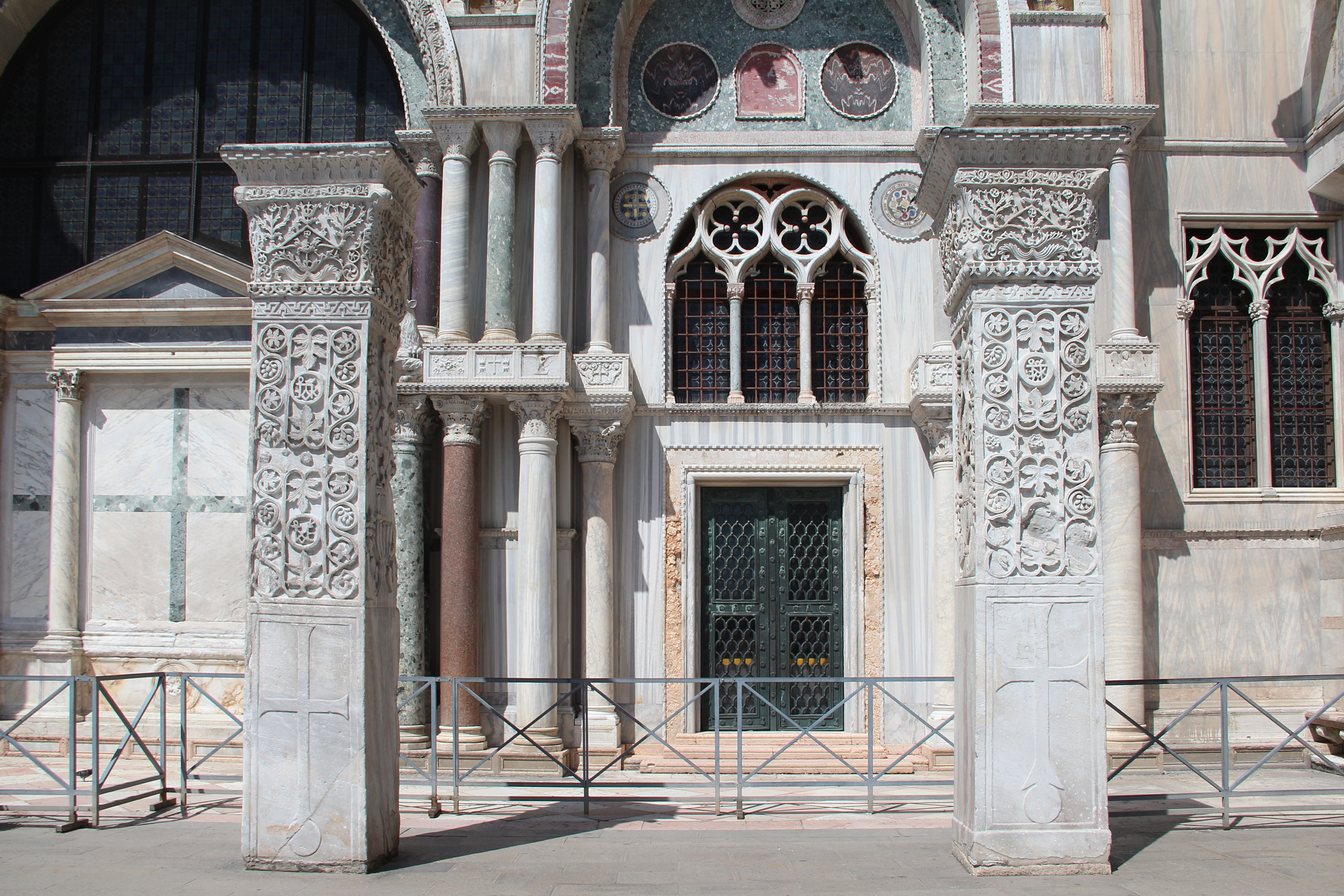
Pilastri Acritani ou « Piliers dits de Saint-Jean d'Acre » place Saint-Marc de Venise.

## Histoire

### L'origine légendaire d'Acre
Les deux piliers, situés sur la piazzetta devant le portail sud de la basilique Saint-Marc, ont longtemps été attribués, sur la foi d'une chronique vénitienne du XIVe siècle à un atelier de sculpture syrien. Les 23-24 juin 1258, Lorenzo Tiepolo remporte en effet une grande victoire navale sur l'amiral génois Rosso della Turca au large de Saint-Jean-d'Acre : c'est pour commémorer cette victoire contre leurs rivaux que les Vénitiens auraient rapporté du quartier génois d'Acre deux grands piliers sculptés appartenant à une église Saint-Sabas datée du VIe siècle, qu'ils auraient installés sur le côté sud de la basilique Saint-Marc, non loin du mur orné par les dépouilles du sac de Constantinople en 1204, dont le célèbre groupe des Tétrarques de Saint-Marc.
Le décor sculpté de ces deux piliers, notamment le lacis compliqué de vigne recouvrant le chapiteau, a pu se prêter à cette identification orientale, dans la mesure où elle ne paraissait pas pouvoir correspondre à un édifice connu à Constantinople. Le monogramme porté par les piliers fut alors identifié à une inscription latine de dédicace.

### La découverte de Saint-Polyeucte et la réattribution des piliers

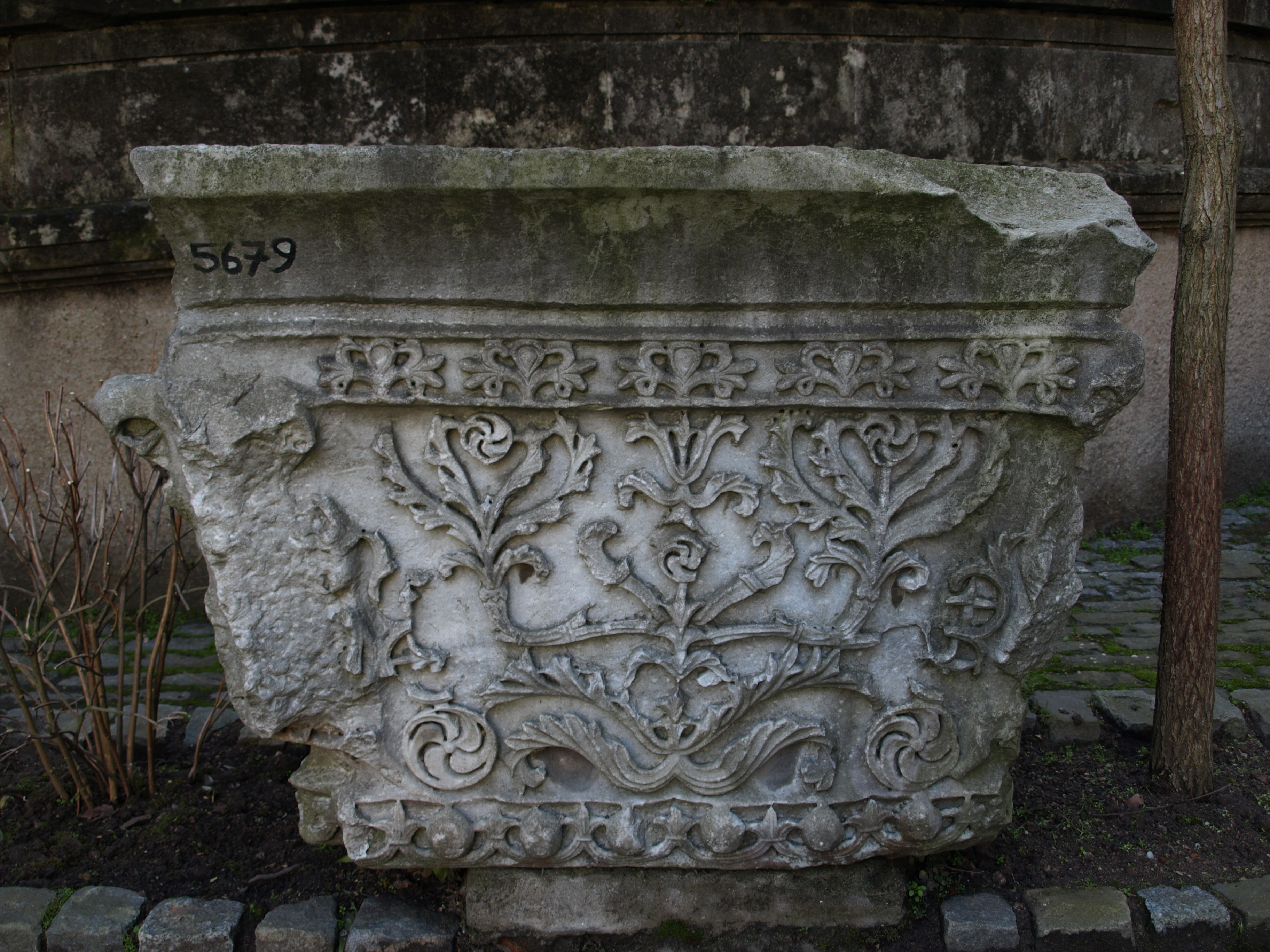
Chapiteau de pilier de Saint-Polyeucte conservé au Musée archéologique d'Istanbul.

Les fouilles de la grande église Saint-Polyeucte, conduites à partir de 1961 sous la direction de Martin Harrison, remettent totalement en cause cette tradition historique : bien que l'église soit totalement détruite jusqu'aux fondations, le site préserve de nombreux fragments du décor architectural de cette fondation d'Anicia Juliana à la fin du règne de Justin Ier, y compris des chapiteaux de pilier au décor identique à ceux surmontant les Pilastri Acritani (voir ci-contre). Le monogramme présent sur les piliers se retrouve aussi en plusieurs exemplaires dans les vestiges de l'église. Enfin, des chapiteaux-corbeilles à palmettes identiques à trois chapiteaux remployés dans l'angle sud-est de la façade de Saint-Marc sont également retrouvés dans les fouilles, confirmant que les Vénitiens avaient largement pillé le site de l'église, probablement déjà en ruines, sans doute à l'occasion du sac de 1204.
L'identification des piliers comme provenant de Saint-Polyeucte n'invalide peut-être pas tout à fait la tradition historique vénitienne leur attribuant une origine syrienne : l'exportation de blocs architecturaux sculptés de Constantinople ne s'est pas faite uniquement vers l'Occident après 1204, comme le montre par exemple le cas des colonnes de l'église Sainte-Sophie de Trébizonde au milieu du XIIIe siècle. Par conséquent, on a pu proposer de confirmer la tradition vénitienne en supposant que les piliers de Saint-Polyeucte avaient dans un premier temps été emportés à Acre, avant d'y être saisis par les Vénitiens et rapportés à Venise comme symbole d'une victoire sur les Génois.

## Galerie

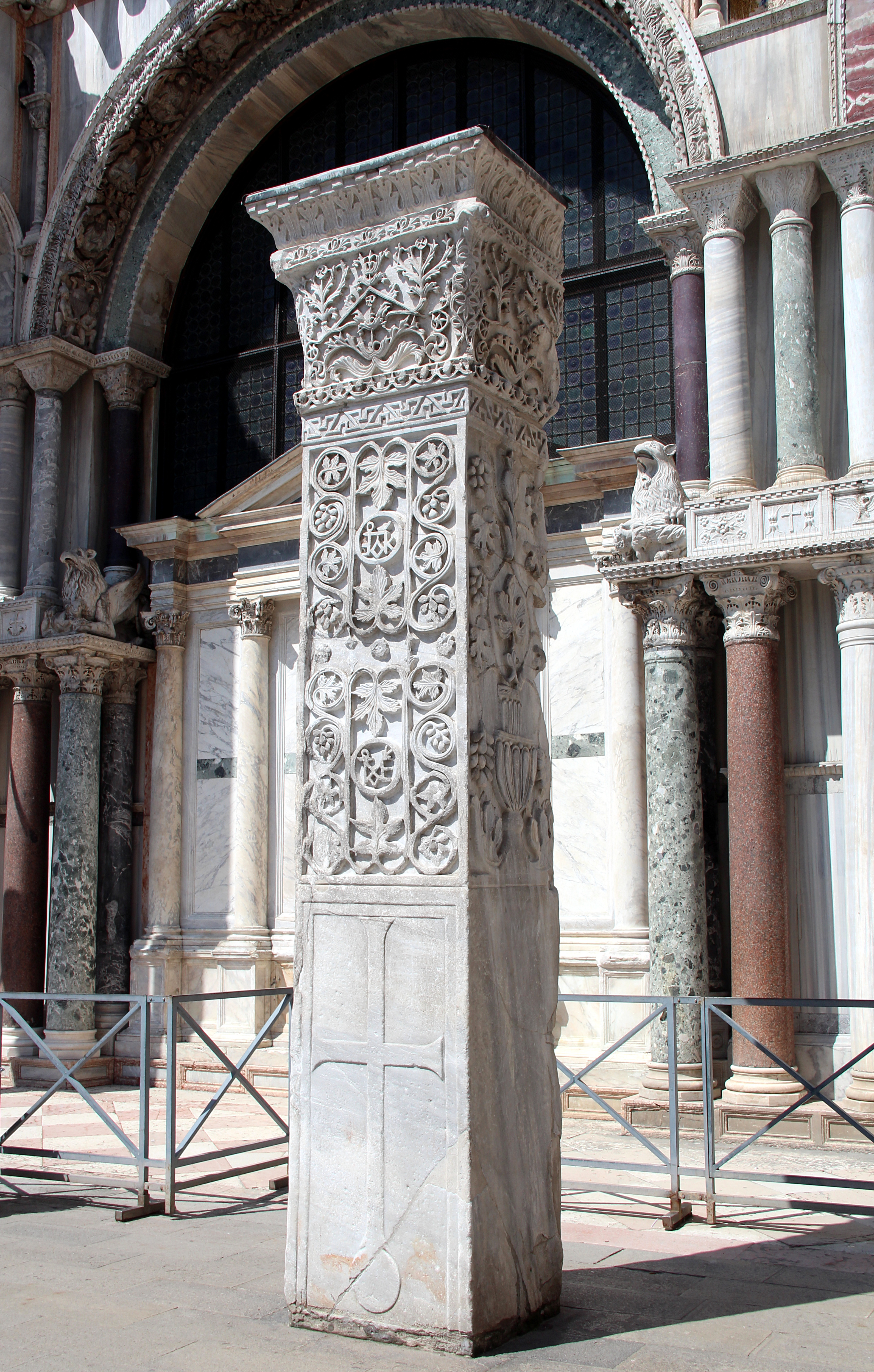
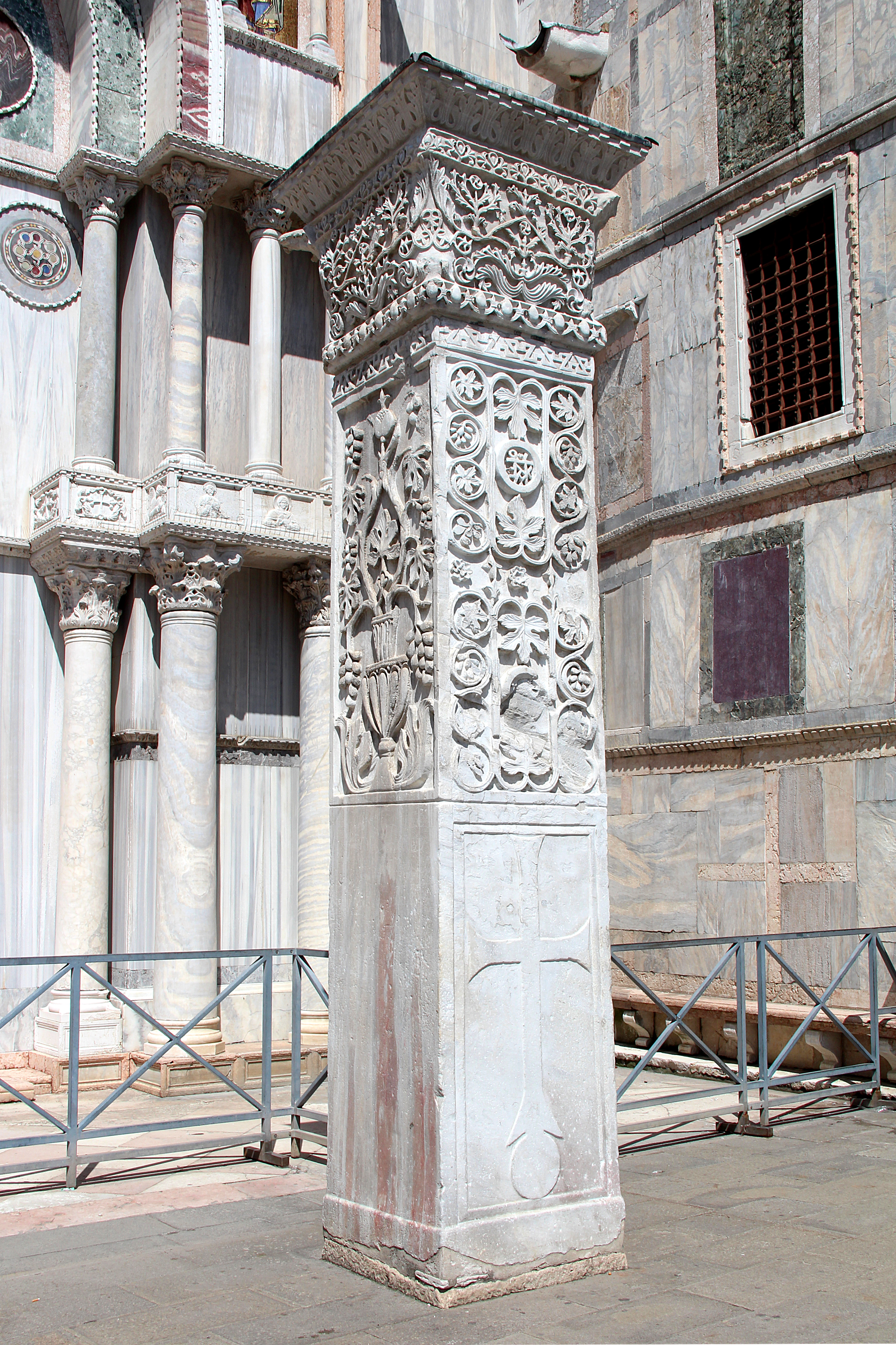